# Травень 2018
Травень 2018 — п'ятий місяць 2018 року, що розпочався у вівторок 1 травня та закінчився в четвер 31 травня.

## Події
- 1 травня
  - День міжнародної солідарності трудящих; святковий день в Україні[1].
  - Румунську акваторію Чорного моря почали патрулювати Британські винищувачі Typhoon[2].
- 2 травня
  - Відомого біохакера Аарона Трейвіка знайшли мертвим[3].
  - В Одесі відбувся «Марш українського порядку» до роковин трагедії 2 травня 2014[4].
- 3 травня
  - ОАЕ окупували прибережну зону та аеропорт йеменського острова Сокотра[5].
  - В Балаклії сталися вибухи та пожежа на території військового арсеналу[6].
- 4 травня
  - У Данії розпочався 82-й чемпіонат світу з хокею із шайбою ІІХФ, який тривав до 20 травня.
  - Внаслідок виверження вулкану Кілауеа Гавайських островах та послідуючого землетрусу магнітудою 6,9 балів, евакуйовано понад 2 тис. людей[7].
  - Через сексуальний скандал Нобелівську премію з літератури цього року не вручатимуть вперше з часів Другої світової війни.[8]
- 5 травня
  - У Росії проходять масові протести проти обрання Путіна президентом, заарештовано більше 1000 чоловік[9].
  - НАСА у рамках програми «Discovery» за допомогою ракети-носія Atlas V запустило на Марс зонд InSight для дослідження внутрішньої будови планети[10]
- 6 травня
  - Офіційне відкриття Пісенного конкурсу Євробачення 2018, що проходить в Португалії.
  - Грецький АЕК став переможцем турніру фінальної четвірки Ліги чемпіонів ФІБА 2017—2018.
- 8 травня
  - Відкрився 71-ий Каннський кінофестиваль[11]
  - Прем'єр-міністром Вірменії обраний лідер протестів Нікол Пашинян[12].
  - Унаслідок масового отруєння в Черкасах постраждало понад 90 осіб, в основному дітей однієї школи[13].
  - Президенти України Леонід Кравчук, Леонід Кучма та Віктор Ющенко підписали Звернення до українського народу, віруючих України щодо надання Томосу про автокефалію Православної Церкви України[14].
  - Президент США Дональд Трамп оголосив про намір виходу із Спільного всеосяжного плану дій з урегулювання питання про ядерну програма Ірану[15].
- 9 травня
  - День Перемоги; святковий день в Україні.
  - Донецький Шахтар переміг київське Динамо у фіналі кубка України з футболу та завоював титул у 12-й раз[16].
  - 18 українських компаній і одна фізична особа виграли арбітраж у Гаазі проти Росії через майно в анексованому Криму на загальну суму понад 140 млн доларів США[17].
  - Американська компанія Walmart анонсувала придбання 77 % акцій компанії Flipkart за $16 млрд[18][19].
  - На літній гімназіаді[en], що завершилася у марокканському Марракеші, українські спортсмени посіли 1-е загалькомандне місце, завоювавши рекордну кількість медалей — 110, з них 37 золотих, 39 срібних, 34 бронзових.[20].
  - У Кенії кількість загиблих від прориву греблі перевищила 40 осіб[21].
- 10 травня
  - У відповідь на удари іранських військ із Сирії по Голанським висотам Ізраїль знищив сирійський «Панцирь-С1», поставлений Росією[22].
  - Український співак Mélovin пройшов до фіналу Євробачення[23]
- 11 травня
  - SpaceX успішно запустила вдосконалену ракету-носія Falcon 9 Block 5 із бангладешським супутником Bangabandhu-1[24].
- 12 травня
  - Ізраїльська співачка Netta перемогла на Євробаченні-2018, український співак Mélovin став 17-м[25].
  - Василь Ломаченко переміг нокаутом Хорхе Лінареса та завоював титул чемпіона світу в третій ваговій категорії за рекордні 12 поєдинків[26].
  - У Парижі стався терористичний акт[en], внаслідок якого дві людини загинуло і 4 поранено, відповідальність взяло на себе екстремістське угруповання «Ісламська держава».[27]
- 13 травня
  - Донецький Шахтар достроково став чемпіоном України з футболу в 11-й раз[28].
  - Український боксер Василь Ломаченко знову став чемпіоном світу з боксу за версією WBA[29].
- 14 травня
  - У результаті в результаті заворушень на адміністративному кордоні Сектора Гази загинули 58 палестинців, 2700 — травмовані[30].
  - Верховний суд України постановив повернути державі Сквер Небесної сотні в Києві [31].
- 15 травня
  - Компанія-розробник ігор GSC World відновила роботу над продовженням свого хіта — комп'ютерної гри S.T.A.L.K.E.R[32]
  - В анексованому Криму відкрито міст через Керченську протоку[33].
  - СБУ оголосили підозру в держзраді керівнику «РИА Новости-Украина» Кирилу Вишинському[34].
- 16 травня
  - Мадридський Атлетіко переміг Олімпік Марсель у фіналі Ліги Європи УЄФА 2018, втретє здобувши перемогу в цьому турнірі[35].
- 17 травня
  - Штаб операції об'єднаних сил повідомив, що селище Південне відбито у сепаратистів і перебуває під повним контролем 24 ОМБр[36][37]
  - В Китаї вперше випробували комерційну дев'ятиметрову ракету OS-X компанії OneSpace, яка може доставити до 800 кг корисного вантажу на висоту 800 км над поверхнею Землі[38]
- 18 травня
  - Унаслідок катастрофи Boeing 737 поблизу Гавани загинуло 110 осіб[39].
  - Український фільм режисера Сергія Лозниці «Донбас» отримав нагороду на Каннському кінофестивалі.[40]
- 19 травня
  - Президент України Петро Порошенко підписав указ про остаточне припинення участі України в роботі статутних органів Співдружності Незалежних Держав (СНД)[41][42].
  - У Віндзорському замку відбулось весілля принца Гарі та Меган Маркл[43].
  - Золоту пальмову гілку на Каннському кінофестивалі отримав фільм японського режисера Корееда Хірокадзи «Крамничні злодюжки»[44].
- 20 травня
  - Еліна Світоліна виграла престижний тенісний турнір WTA Premier у Римі, обігравши першу ракетку світу Симону Халеп, і встановила національний рекорд за кількістю виграних турнірів[45].
  - Швеція перемогла у фіналі Швейцарію та водинадцяте виграла Чемпіонат світу з хокею із шайбою[46].
  - Переможцем Євроліги 2017—2018 став баскетбольний клуб Реал Мадрид[47].
  - Через масове отруєння у школі в Миколаєві  евакуйовані близько 400 учнів, до дитячої лікарні доставлено 36 учнів.[48]
- 22 травня
  - Марк Цукерберг на слуханні у Європарламенті заявив, що його компанія не допустить втручання у європейські вибори[49]
  - Національна поліція України повідомила про масштабну спецоперацію у справі про договірні матчі в українському футболі. Під підозрою 35 клубів; задокументовано, як мінімум, 57 епізодів злочинів, до яких причетні більше 328 осіб[50].
  - В Україні пройшли випробування ПТРК Джавелін[51]
- 23 травня
  - Відбулася офіційна презентація популярної гри-шутера Battlefield V[52]
  - Міжнародну Букерівську премію отримала польська письменниця з українським корінням Ольга Токарчук за свій роман «Польоти».[53]
  - У Тернопільській області здійснено напад на табір ромів [54]
- 24 травня
  - Урочисто відкрито Бескидський тунель, що розширює залізничний транспортний коридор між Україною та Італією[55].
  - Міжнародна Спільна слідча група оголосила, що літак рейсу МН17 було збито російським ЗРК «Бук» із 53-ї курської бригади ППО ЗС РФ[56].
  - У Фіналі Ліги чемпіонів УЄФА серед жінок, що відбувся у Києві, «Ліон» переміг «Вольфсбург»[57].
  - У Черкасах в результаті нападу на офіс ВО "Черкащани" вбито депутата облради та екс-заступника міського голови Черкас  Сергія Гуру, підозрюваний у вбивстві Микола Гончар заарештован [58][59]
  - В результаті обстрілу бойовиками Торецька пошкоджено місцевий протитуберкульозний диспансер, а також автомобілі мирних жителів [60]
  - Спільна слідча група (Joint Investigation Team) в результаті розслідування встановила, що рейс MH17 авіакомпанії Malaysia Airlines на Донбасі у 2014 році збили з "Бука" російської 53 бригади, яка дислокується в місті Курськ.[61]
- 25 травня
  - Останній дзвоник в школах України[62].
  - В ЄС почали застосовуватися більш жорсткі правила захисту персональних даних[63].
  - Штат Міссурі (США) визнав Голодомор 1932-1933 років в Україні геноцидом українського народу.[64]
  - Українські священики-футболісти стали чемпіонами на дебютному чемпіонаті Європи[65]
- 26 травня
  - В Ірландії на референдумі підтримали лібералізацію закону про аборти[en][66].
  - На київському стадіоні НСК «Олімпійський» у фіналі розіграшу Ліги чемпіонів УЄФА 2017—2018, 63-го сезону в історії Кубка європейських чемпіонів і 26-го сезону в історії Ліги чемпіонів УЄФА іспанський Реал Мадрид переміг англійський Ліверпуль[67].
  - З екс-президента УЄФА Мішеля Платіні прокуратура зняла всі обвинувачення[68].
  - На кордоні двох Корей, Південної і Північної, відбулася історична зустріч двох президентів — Кім Чен Ина і Мун Чже Іна[69].
  - Українець Олег Омельчук встановив світовий рекорд у кульовій стрільбі з малокаліберного пістолета на дистанції 10 метрів[70].
- 27 травня
  - Трійця; святковий день в Україні.
  - На Поштовій площі Києва відбулося відкриття 47-го кінофестивалю «Молодість»[71]
  - Ізраїль завдав удару по об'єктах угрупування ХАМАС у Секторі Гази у відповідь на перетин кордону та спробі завдати шкоди прикордонній інфраструктурі[72]
  - В Києві відбувся фінал Ліги чемпіонів УЄФА разом із святкуванням Дня Києва[73]
- 28 травня
  - Сирія визнала незалежність самопроголошених Абхазії та Південної Осетії[74]. У результаті цього Грузія заявила про розрив дипломатичних відносин з Сирійською Арабською Республікою[75]
- 29 травня
  - Рада Безпеки ООН провела перше за останні 15 місяців засідання, присвячене Україні[76][77][78][79].
  - У Києві СБУ провела операцію із запобігання замаху на опозиційного російського журналіста Аркадія Бабченка[80]
  - Американська телевізійна мережа ABC скасовує нещодавно відроджену комедію Розанну після серії суперечливих твітів від Розанни Барр про колишніх помічників Барака Обами Валері Джарретти та Челсі Клінтона[81]
  - Студія GameUnknown's Battlegrounds (PUBG) подає до суду на Epic Games, нібито вони через схожість їхньої гри з Fortnite Battle Royale, яка на сьогодні є найпопулярнішою відеогрою у світі[82].
  - Субтропічний шторм Альберто[en], який зародився в Мексиканські затоці, досягнув прибережної частини США[83].
  - В Індії зросла кількість загиблих від смертельного вірусу Ніпах[84].
  - В Будапешті потрапив в аварію автобус з українцями, в результаті чого постраждали 28 осіб.[85]
  - Літаки ізраїльської армії в рамках спецоперації завдали ракетних ударів по сектору Гази, вразивши понад 30 бойових цілей [86]
  - В бельгійському місті Льєж стався теракт, відповідальність на себе взяла ІДІЛ [87]
  - У Дергачівському районі Харківської області зупинена ТЕЦ-5, яка поставляє тепло в Харків, селища Пісочин і Солоницівка [88]
- 30 травня
  - За словами прем'єр-міністра Македонії Зорана Заєва, переговори з Грецією щодо назви країни перебувають у заключному етапі. Заєв каже, що якщо компромісне найменування країни буде узгодженим, то його буде поставлено на референдум[89].
  - У Бразилії на знак протесту проти підвищення цін на пальне водії-далекобійники заблокували[en] вантажівками провідні дорожні шляхи[90].
  - Палеонтологи Бристольського університету опублікували в журналі «Nature» про відкриття найстарішої з відомих викопних тварин з ряду лускаті. Це 240-мільйонів-річна скам'янілість — Megachirella wachtleri (середній тріасовий період, італійські Альпи)[91][92]
  - У рамках «наукового дослідження», схваленого владою Японії, китобої вбили 333 китів із виду малі смугачі, 122 з яких були вагітні[93]
- 31 травня
  - Президент Петро Порошенко підписав Указ, яким проголосив 2018—2028 роки десятиліттям української мови[94][95].
  - Українська тенісистка Леся Цуренко перемогла 15-у ракетку світу, американку Коко Вандевеґе в другому колі відкритого чемпіонату Франції.[96]
  - Палата представників нідерландського парламенту одноголосно підтримала рішення Нідерландів та Австралії визнати Росію відповідальною за збиття Boeing 777 в 2014 році над Донбасом.[97]